# Eli Preiss
Eli Preiss (née le 9 novembre 1998 à Chypre) est une chanteuse autrichienne.

## Biographie
Eli Preiss naît à Chypre en 1998, fille d'un Bulgare. Enfant, elle déménage en Carinthie avec sa mère et sa sœur. Cette dernière lui fait découvrir des musiciens de RnB comme Destiny's Child, Justin Timberlake et Christina Aguilera. Après avoir vécu douze ans en Carinthie, elle déménage à Vienne. C'est là qu'elle fait la connaissance de plusieurs jeunes producteurs. Elle noue également des contacts avec le crew des Boloboys,.
En 2018, elle sort son premier single I Want You to Know. La prédominance du « rap allemand dur » dans la musique germanophone l'empêche d'abord d'écrire elle-même en allemand, car elle aspirait à des textes plus sensibles. Un concert de RIN la convainc finalement que ceux-ci ne pouvaient pas être réussis en allemand. C'est ainsi que sort en 2020 Noch Down ?, un premier single en allemand très remarqué dans la scène underground autrichienne. Peu de temps après, elle signe un contrat de distribution avec Mom I Made It, une filiale d'Universal. C'est par le biais de cette dernière que son premier album LVL UP sort en 2022.

## Discographie

### Albums studio
- 2022 : LVL UP (Mom I Made It/Universal)
- 2023 : b.a.d. (Mom I Made It/Universal)

### EP
- 2018 : EP
- 2020 : Moodswings
- 2021 : F.E.L.T.
- 2021 : Wie ich bleib
- 2024 : Fuck (ich liebe dich)

### Singles
- 2018 : I Want You to Know
- 2018 : Back at You
- 2019 : Lost Since 1998
- 2019 : Fake
- 2020 : The Clock (avec I am TIM)
- 2020 : Eliway
- 2020 : Lonely (avec THNK PNK et Kareem Pfeifer)
- 2020 : Noch Down?
- 2020 : Im Kreis
- 2021 : Eis
- 2021 : Danke Mami (prodbypengg)
- 2021 : Aba Warum (feat. beslik meister, prodbypengg)
- 2021 : Heißes Blei (avec Salò)
- 2021 : Wie Ich Bleib (prod. B€€RLY & WAYN)
- 2021 : Nimmasatt (avec makko et prodbypengg)
- 2022 : LVL UP (prod. Tschickgott)
- 2022 : Glüheisse Wüste (prod 2WOEAZY)
- 2022 : Endboss (prodbypengg)
- 2022 : Slide (prod. Matt Mendo)
- 2022 : Wein in Wien (prod.suki)
- 2023 : Flackerndes Licht (prod. Melik et Tschickgott)
- 2023 : Was Ist Der Prei$$ (prod. Matt Mendo)
- 2023 : Ganz Allein (avec Drunken Masters)
- 2023 : (Von Hier Bis) Tokio (prod. Matt Mendo)
- 2024 : Alles (und Nichts)
- 2024 : Nikes
- 2024 : Ohne Dich (avec Kwam.E)
- 2025 : Sailor Moon (avec Makko)

### Sous Gastmusikerin
- 2021 : D.O.D (Gola Gianni, Eli Preiss)
- 2023 : Liebe Im Cup (Konz, Eli Preiss)
- 2023 : (Von Hier Bis) Tokio (prodbypengg, Eli Preiss)
- 2023 : Party Mit Mir Selbst (Bruckner, Eli Preiss)

## Distinctions
- 2023 : Bunte New Faces Award Music, dans la catégorie « meilleure nouvelle artiste »[5]